# From Straight A's to XXX
From Straight A's to XXX is een Canadese televisiefilm uit 2017 onder regie van Vanessa Parise. De film is gebaseerd op het waargebeurde verhaal van Belle Knox, een Amerikaanse universiteitsstudente die de pornofilmindustrie in ging om haar collegegeld te betalen.

## Verhaal
Miriam wordt door haar leraren op de middelbare school gezien als een modelleerling. Het verbaast niemand dat ze wordt aangenomen op de prestigieuze Duke University, alwaar ze begint aan een studie rechten en vrouwenstudies. Wanneer haar vader, een dokter, wordt opgeroepen om dienst te doen in Afghanistan kan het gezin zich het collegegeld niet meer veroorloven. Omdat ze niet de rest van haar leven een studieschuld wil afbetalen, meldt Miriam zich onder het pseudoniem Belle Knox aan bij een pornofilmproductiebedrijf genaamd Facial Assault. 
Al snel boekt ze haar eerste klus en vliegt ze over naar New York, waar ze voor 1200 dollar optreedt in een erotische film. Onder druk tekent ze een contract en wordt ze tijdens haar eerste klus, een heftige bdsm-scène, flink toegetakeld door haar tegenspeler Buck. Naderhand ontdekt ze dat het productiebedrijf in het verleden veelvoudig misbruik heeft gemaakt van vrouwelijke spelers. Ze neemt daarom contact op met een ander filmproductiebedrijf in Los Angeles, bestierd door Don, waar ze in korte tijd uitgroeit tot een van de sterren.
Het blijkt lastig voor Miriam om haar dubbelleven in stand te houden. Ze wordt veelvoudig overgevlogen voor het opnemen van seksscènes en liegt tegen haar nieuwsgierige kamergenoot Jolie over de redenen hiervan. Nadat haar moeder erachter is gekomen dat ze haar studiekosten heeft afbetaald, liegt Miriam dat ze een groot geldbedrag heeft bijverdiend met het verkopen van marihuana op de campus.
Het duurt niet lang voordat haar grootste nachtmerrie waarheid wordt: Jeff, een van haar vrienden, ontdekt een van haar filmpjes en verspreidt het woord onder de studenten. Al gauw wordt ze op campus en online gediscrimineerd en veroordeeld. Ze wordt het slachtoffer van online stalkers en doodsbedreigingen. In een interview met de universiteitskrant uit ze in haar kant van het verhaal de mening dat haar keuze om in pornofilms te acteren haar juist macht geeft en niet iets is om je voor te schamen. Ze is teleurgesteld dat ze in de gedrukte versie van het interview als onzekere studente wordt neergezet en gaat daarom in op een verzoek van CNN om haar te mogen interviewen. Ze verschijnt in verschillende praatprogramma's, zoals Piers Morgan Live en The View, en krijgt in korte tijd veel media-aandacht. Ze probeert de porno-industrie in een positief daglicht te stellen, maar al haar collega's zijn niet gesteld op de media-aandacht en keren zich tegen haar. Ze besluit de porno-industrie te verlaten en kondigt aan de politiek willen in te gaan om de intimidatie waarmee ze te kampen heeft gehad verder te bestrijden.

## Rolverdeling
- Haley Pullos als Miriam Weeks / Belle Knox
- Sasha Clements als Jolie
- Jessica Lu als  Amanda
- Judd Nelson als Don
- Peter Graham-Gaudreau als Dr. Kevin Weeks
- Imali Perera als Mrs. Harcharan Weeks
- Garrett Black als Paul Weeks
- Alyson Bath als Dora
- Jenna Romanin als Sara
- Cardi Wong als Jeff
- Ty Wood als Gavin
- Jacky Lai als Amy
- Rachelle Gillis als Jen
- Andrea Stefancikova als Natalie
- Johnny Cuthbert als Kenneth
- Jovanna Burke als Mandy
- Sarah Porscheta als Roxy
- Natalie von Rotsburg als Sienna
- Wolfgang Klassen als Jimmy Diamond
- Lanie McAuley als Blond meisje
- Ellen Curham als Gemeen meisje
- Samuel Francisco als Pornoster